# Euneomys
Euneomys is een geslacht van zoogdieren uit de familie van de Cricetidae. De wetenschappelijke naam van het geslacht werd in 1874 gepubliceerd door Elliott Coues.

## Soorten
Er worden 2 soorten in dit geslacht geplaatst:
- Euneomys chinchilloides (G. R. Waterhouse, 1839)
- Euneomys fossor (O. Thomas, 1899)